# Masakra w Wassy
Masakra w Wassy (Vassy) miała miejsce dnia 1 marca 1562. Do mordu na francuskich protestantach (hugenotach) doszło w miasteczku Wassy w północno-wschodniej Francji. Zdarzenie to było jednym ze starć początkowej fazy wojen hugenockich (1562-1598).
Wydarzenia związane z tą masakrą stały się szerzej znane po opublikowaniu siedem lat później w protestanckiej Genewie czterdziestu drzeworytów przedstawiających drastyczne sceny z Wassy.

## Przyczyny polityczne
W roku 1560 Katarzyna Medycejska objęła opiekę nad małoletnim Karolem IX. Regentka zamierzała położyć kres władzy dynastii de Guise, która zdominowała politykę francuską. Katarzyna w podpisanym w 1562 edykcie z St. Germain poszła hugenotom na liczne ustępstwa (wcześniej byli oni grupą prześladowaną), zezwalając m.in. na wyznawanie wiary poza granicami miast. Za polityczną prowokację uznano jednak odbywające się w miejscowości Wassy zgromadzenie hugenockie.

## Przyczyny prawne
Zgromadzenie do jakiego doszło w Wassy było sprzeczne z prawem, dlatego też ze względów bezpieczeństwa musiało być ochraniane przez wojsko. Odpowiedzialny za to był książę Franciszek de Guise, jeden z najznakomitszych dowódców francuskich. Powodem eskalacji sytuacji w Wassy była postawa księcia, którego polityka sprzeczna była z intencjami Katarzyny Medycejskiej.

## Przebieg wydarzeń
Książę de Guise podczas swojej podróży (według źródeł katolickich w czasie powrotnej drogi z wizyty u swojej matki w Joinville, jednakże w otoczeniu uzbrojonych ludzi), wkroczył do Wassy, gdzie w jednej ze stodół odbywało się nielegalne religijne zgromadzenie hugenockie, w którym uczestniczyło około 600 ludzi. Na temat kolejnych wydarzeń występują jednak sprzeczne informacje.
Źródła hugenockie piszą o zdecydowanej akcji wojsk katolickich przeciwko zgromadzonym w stodole bezbronnym hugenotom, do których otworzono ogień. Katolicy natomiast podtrzymują, że usłyszeli mszę w pobliskim kościele, nie podejmując ataku na hugenotów. Nagle mszę przerwały wystąpienia hugenockie na zewnątrz kościoła. Na prośby katolików hugenoci nie przerwali wystąpień, kontynuując protesty antykatolickie. Sytuacja szybko zaostrzyła się, doszło do pierwszych starć (katolików obrzucono kamieniami), a następnie padły strzały, na co katolicy odpowiedzieli ogniem. W walce zginęło ponad 50 hugenotów (w tym kobiety i dzieci), a ponad 150 zostało rannych.
Obie strony wykorzystały zaistniałe wydarzenie propagandowo do przedstawienia nietolerancji strony przeciwnej. Podkreśla się to, że spór pomiędzy wrogimi obozami doprowadzić miał do eskalacji konfliktu, którego żadna ze stron nie była w stanie i nie zamierzała przerwać.

## Następstwa
Masakra w Wassy zapoczątkowała koniec rządów państwowych de Guise. Sprawą interesował się m.in. Jan Kalwin, który przestrzegał w Genewie hugenotów przed dalszymi prowokacjami. Wkrótce doszło do wybuchu pierwszych wojen hugenockich 1562-1563, 1567-1568 i 1568–1570, po których protestanci uzyskali relatywnie korzystne warunki. W roku 1563 książę Franciszek II de Guise został zamordowany z rąk hugenotów. Morderstwo spowodowało akcje odwetowe. Zamach na admirała Coligny zakończył się w roku 1572 tzw. nocą św. Bartłomieja.